# Savitaipale
Savitaipale è un comune finlandese di 3256 abitanti, situato nella regione della Carelia Meridionale.